# 属 (官名)
汉朝中央各机构分曹（内设机构）办事，诸曹中次于掾、史的低级官员称属。三公府及各将军、大夫开府者均有此类属吏。地方州、郡、县也遍设此官，是低级书办员类型的官员。按东汉制度，中央以及三公府之属，秩百石至三百石；地方州、郡、县之属秩百石以下。